# باکال (بنگلادش)
باکال (به لاتین: Bakal) یک روستا در بنگلادش است که در استان باریسال و در ناحیه باریسال واقع شده است.